# Masangeles
Pour plus de détails, voir Fiche technique et Distribution.
Masangeles est un film belgo-uruguayen réalisé par Beatriz Flores Silva, sorti en 2008.

## Synopsis
Uruguay 1966. Aurelio Saavedra (43), un politicien influent, ramène chez lui Masángeles (7), sa fille illégitime, après le suicide de sa mère. Aurora (43), sa femme, ne s’en remettra jamais. Masángeles réalise que dans cette maison de fous égoïstes, elle doit s’adapter pour survivre, tandis qu’au dehors, le pays souffre d’une guerre civile entre des guérilleros amateurs et des militaires cruels. Face à cette situation, chaque membre de la famille adopte une position différente : Aurelio se préoccupe de son honneur, ce qui l’entraîne dans différents duels. Aurora ignore la réalité de la pauvreté et se réfugie dans les rénovations perpétuelles de la maison. La sœur d’Aurelio et son mari ne pensent qu’à s’enrichir. Le fils d’Aurelio, Santiago, commence à se préoccuper de justice sociale et rejoint la guérilla après leur invasion de la maison. Personne ne fait vraiment attention aux autres, sauf Masángeles qui fait de son mieux…

## Fiche technique
- Titre français : Masangeles
- Titre original : Polvo nuestro que estás en los cielos
- Réalisation : Beatriz Flores Silva
- Scénario : Beatriz Flores Silva et János Kovácsi
- Sociétés de production : BFS Producciones, Saga Film, ICAIC
- Producteur : Beatriz Flores Silva, Hubert Toint
- Directeur de la photographie : Francisco Gozón
- Montage : Guy Dessent et Marie-Hélène Dozo
- Pays d'origine :  Uruguay /  Belgique
- Genre : Comédie dramatique
- Durée : 122 minutes
- Dates de sortie : 
  -  Uruguay : 2 mai 2008
  -  Belgique : 5 août 2009

## Distribution
- Antonella Acquistapache : Masangeles Saavedra (7 ans)
- Elisa García : Masangeles Saavedra (14 ans)
- Héctor Guido : Aurelio Saavedra
- Margarita Musto : Aurora
- Martín Flores : Santiago Saavedra (13 ans)
- Nicolás Furtado : Santiago Saavedra (20 ans)

## Récompenses

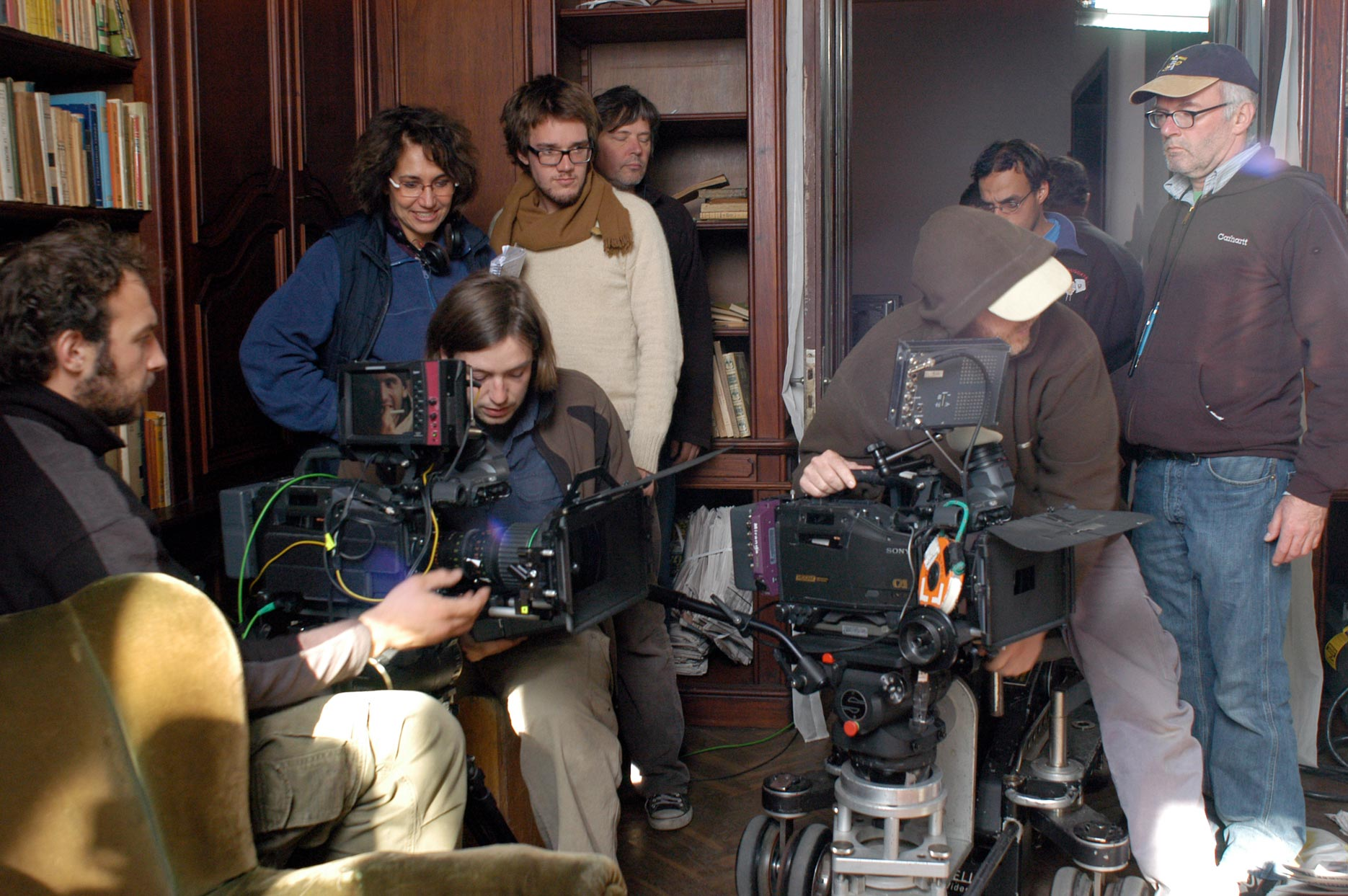
Photo du tournage.

- Special Mention of the Jury in Avanca 09 Awards (Portugal).
- Best Actor in Avanca 09 Awards (Portugal).
- Meilleur film ibérocaméricain, Festival iberoamericano de Río de Janeiro, 2009.
- Meilleure Réalisation, Festival iberoamericano de Río de Janeiro, 2009.
- Meilleur Scénario, Festival Iberoamericano de Río de Janeiro, 2009.
- Meilleure actrice, Festival Iberoamericano de Río de Janeiro, 2009.
- Meilleur acteur secondaire, Festival Iberoamericano de Río de Janeiro, 2009.
- Meilleure Actrice, Festival Iberoamericano de Río de Janeiro, 2009.
- Mejor direction artistique, Festival Iberoamericano de Río de Janeiro, 2009.
- Meilleur Film, Festival de cinéma latinoaméricain de Buenos Aires, 2009.
- Meilleur scénario original, Festival de Cinéma Latinoaméricain de Buenos Aires, 2009.
- Mention Spéciale à la Réalisation, Festival de Cine de Santa Cruz (Bolivia).
- Mention Spéciale, Festival Internacional de Cine de Ourense (Spain).
- Meilleure direction artistique, Asociación de Críticos del Uruguay.
- Meilleur acteur, Asociación de Críticos del Uruguay.

## Autour du film
- La réalisatrice avait précédemment réalisé L'Histoire presque vraie de Pepita la Pistolera et Putain de vie.